# أولاد الشيخ الوسطى الوطى (أولاد فريج)
أولاد الشيخ الوسطى الوطى هي إحدى مشيخات المملكة المغربية، تتبع جغرافيا لإقليم الجديدة وإداريًا لأولاد فريج. يقدر عدد سكانها بـ 6228 نسمة حسب الإحصاء الرسمي للسكان والسكنى لسنة 2004.